# Каррик (Ирландия)
Каррик (англ. Carrick; ирл. An Charraig) — деревня в Ирландии, находится в графстве Донегол (провинция Ольстер). Является частью Гэлтахта.

## Демография
Население — 253 человека (по переписи 2006 года). В 2002 году население было 245 человек.
Данные переписи 2006 года:
| Общие демографические показатели |               |                               |                               |      |      |
| Всё население                    | Всё население | Изменения населения 2002—2006 | Изменения населения 2002—2006 | 2006 | 2006 |
| 2002                             | 2006          | чел.                          | %                             | муж. | жен. |
| 245                              | 253           | 8                             | 3,3                           | 130  | 123  |